# Claude Chappe
Claude Chappe (Brûlon, Sarthe, 25 de desembre de 1763 - París, 23 de gener de 1805). Inventor françès que el 1792 va demostrar un sistema pràctic de telegrafia òptica que es va estendre per tota França. Aquest fou el primer sistema pràctic de telecomunicacions, i pot considerar-se a Chappe com el primer magnat de les comunicacions.
El telègraf, mot que va crear Chappe, (en francès les télégraphes), actualment obsolet, evolucionà a partir d'un codi manual de senyals, establert per Chappe el 1794, fins a l'aparició del telègraf elèctric ideat per Samuel Morse.
Claude va néixer en una família acomodada, net d'un baró francès. Tot i que començà una carrera religiosa, va perdre la seva sinecura durant la Revolució Francesa. Fou llavors quan ell, junt amb els seus quatre germans, tots ells sense ocupació, van decidir desenvolupar un sistema pràctic d'estacions telegràfiques, una tasca tractada des de l'antiguitat, tot i que mai abans realitzada amb èxit.
Un dels germans de Claude, Ignace Chappe (1760-1829), fou membre de l'Assemblea Legislativa durant la Revolució Francesa, fet que fou decisiu a l'hora de què aquest òrgan recolzés la proposta de construir una línia de París a Lilla per a transmetre comunicats de guerra.
Els germans Chappe van determinar experimentalment que era més fàcil veure i distingir angles en una vara que la presència o absència de panells. El disseny final constava d'un màstil, en l'extrem del qual quedava lligat pel seu centre un element anomenat regulador, als extrems del qual hi havia dos petites peces de menor longitud anomenades indicadors. El conjunt podia adoptar 196 posicions útils. Els braços, de 3 x 0,3 metres i pintats de negre, estaven contrapesats, de manera que podia manejar-se l'aparell amb només dos manilles. Es van fer experiments amb fanals col·locats en els braços per al seu ús nocturn, però van demostrar una nul·la eficàcia. Les torres estaven situades a distàncies que oscil·laven entre els 12 i els 25 quilòmetres, i cadascuna tenia un telescopi o ullera de llarga vista apuntant a la torre anterior i posterior de la línia.
En 1792 es van enviar amb èxit els primers missatges entre París i Lille. En 1794 es va informar a París, per via telegràfica, de la captura de Condé-sur-l'Escaut, fins llavors en poder dels austríacs, menys d'una hora després de l'esdeveniment. Ràpidament es van construir altres línies, inclosa la París-Toló. El sistema, copiat àmpliament en altres països europeus, fou emprat per Napoleó Bonaparte per a coordinar l'imperi i l'exèrcit.
El 1805, Claude es va suïcidar llençant-se a un pou en el seu hotel de París. En aquells moments travessava una depressió per malaltia, i per les demandes davant rivals que havien plagiat el seu model de telègraf òptic militar.
El 1824 Ignace Chappe, el seu germà, va intentar augmentar l'interès en l'ús del telègraf òptic, utilitzant-lo per a la transmissió de missatges comercials a preus assequibles. No obstant això, la comunitat empresarial es va resistir a aquesta proposta.
El 1846 el govern francès es va declinar per un nou mitjà de comunicació, el telègraf elèctric. En aquell moment, molt intel·lectuals van advertir la debilitat del nou sistema, ja que un cable telegràfic podia ser sabotejat fàcilment tallant-lo.
El telègraf òptic de Chappe té un paper rellevant en l'obra d'Alexandre Dumas El Comte de Montecristo, en la qual el comte suborna a un operador descontent perquè trameti un missatge fals.